# 아가와촌 (야마구치현)
아가와촌(阿川村)은 야마구치현 도요우라군에 있던 촌이다. 현재의 시모노세키시에 해당한다.

## 역사
- 1889년 4월 1일 - 정촌제 시행에 의해 근세이후의 아가와촌이 단독으로 자치체를 형성하였다.
- 1955년 4월 1일 - 간타마촌, 쓰노시마촌, 간다촌, 아와노촌, 다키베촌, 다스키촌, 우카촌의 일부와 합병해  호호쿠정이 성립, 동일 아가와촌은 폐지되었다.

## 교통

### 철도
- 일본국유철도
  - 산요본선

## 참고문헌
- 大日本篤農家名鑑編纂所編『大日本篤農家名鑑』大日本篤農家名鑑編纂所、1910年。
- 『角川日本地名大辞典 35 山口県』。